# Trescone
Il trescone è un ballo e canto popolare tipico di tutta la Toscana (dalla Garfagnana alla Maremma), dell'alta Umbria, della Romagna, del Veneto e della Lombardia.
Di origine medievale, il ballo del trescone è citato da Dante e da Boccaccio (nonché da Carlo Collodi quando Pinocchio è impiccato alla Quercia Grande e sembra che balli tale danza dondolando al vento), dovrebbe derivare dall'antica parola di origine germanica thriskan (battere) o dresken (trebbiare), forse in associazione al movimento di battere i piedi nella danza, che ricordava il modo con cui i contadini nelle aie staccavano i chicchi di grano dalle spighe, oppure semplicemente da "tresca", con allusione erotico-sessuale.
Di movimento vivace in due tempi. Inizialmente il trescone era danzato da solo uomini, poi si aggiunsero anche le donne. Eseguito a coppie, solitamente quattro disposte in quadrato, si caratterizza per il continuo scambio della dama.

## Discografia
- 2001 Trescone a veglia. Balli della maremma toscana libretto a cura di G. M. Gala "Ethnica", Ed. Taranta